# Lindsay Ellis
Lindsay Carole Ellis, née le 24 novembre 1984 à Johnson City dans le Tennessee, est une critique de cinéma, vidéaste Web et auteure. De 2008 à 2014, Lindsay Ellis faisait partie de la société de production Channel Awesome sous le pseudonyme The Nostalgia Chick, produisant une émission parallèle au Nostalgia Critic. En 2014, elle met fin à son affiliation avec Channel Awesome pour se concentrer davantage sur ses documentaires et essais vidéos. Depuis lors, elle tient une chaîne Youtube sur laquelle elle publie des essais vidéos traitant de problématiques liées au cinéma. 

## Biographie
Lindsay Ellis a grandi à Johnson City, dans le Tennessee, et a obtenu son baccalauréat en études cinématographiques à l'Université de New York en 2007, et sa maîtrise en beaux-arts à la USC School of Cinematic Arts en 2011,. Avec ses amies Elisa Hansen et Antonella Inserra, elle a écrit Awoken, une parodie paranormale romancée de Twilight dans laquelle une femme tombe amoureuse de Cthulhu, sous le pseudonyme de Serra Elinsen. En 2010, elle écrit et réalise le court métrage documentaire The A-Word sur l'expérience des femmes en matière d'avortement. Pendant ses études pour sa maîtrise en beaux-arts, Lindsay Ellis est choisie pour animer The Nostalgia Chick, une web-série inspirée du Nostalgia Critic ; elle crée une centaine de vidéos dans le cadre de cette série, avant de quitter Channel Awesome en 2014 . 
Lindsay Ellis produit fréquemment sur sa chaîne YouTube des vidéos sur les films de Walt Disney Pictures. Parmi ses autres travaux figurent The Whole Plate, une série consacrée à la série de films Transformers et au travail de Michael Bay,, ainsi qu’une série en trois parties sur la production de la trilogie du Hobbit et ses effets sur l'industrie cinématographique néo-zélandaise,. Sa série Loose Canon explore les interprétations des personnages littéraires et cinématographiques au fil du temps. Depuis 2017, sa chaîne est axée sur les essais vidéo consacrés au cinéma. Ses vidéos sont créées avec une petite équipe d'employés à temps partiel. 
En plus de couvrir des sujets liés au film, elle a également réalisé des vidéos consacrées à la production de vidéo dans le cadre de la plateforme Youtube. Lindsay Ellis est également l'animatrice de It's It!, une web-série pour PBS Digital Studios, qui traite des nouveautés et des modes dans la littérature américaine, en complément de The Great American Read, diffusé sur PBS. 
Le documentaire en trois parties The Hobbit Duology (2018), écrit et édité par Lindsay Ellis avec Angelina Meehan, a été nommé pour les Prix Hugo 2019 dans la catégorie Meilleur travail lié à la littérature (Best Related Work). 
En 2019, Lindsay Ellis a annoncé que son premier roman, intitulé Axiom's End, serait publié en juillet 2020,.

## Œuvres

### SérieNoumena
1. (en) Axiom's End (en), 2020
2. (en) Truth of the Divine, 2021
3. (en) Apostles of Mercy, 2024